# Заречье (Бабаевский район)
Заре́чье (вепс. Jogentagaine) — деревня в Бабаевском районе Вологодской области России.
Входит в состав Пяжозерского сельского поселения, с точки зрения административно-территориального деления — в Пяжозерский сельсовет.
Расположена на берегах реки Ножема. Расстояние по автодороге до районного центра Бабаево — 122,5 км, до центра муниципального образования посёлка Пяжелка — 21,5 км. Ближайшие населённые пункты — Красная Гора, Никитинская, Погорелая.
По данным переписи в 2002 году постоянного населения не было.